# Isabella Insolvibile
Isabella Insolvibile (Napoli, 8 settembre 1978) è una storica italiana, specializzata nella storia della Resistenza italiana durante la seconda guerra mondiale, con particolare riguardo nei confronti dei prigionieri di guerra italiani e nei crimini di guerra compiuti dalle forze armate naziste durante i tragici momenti in seguito al proclama Badoglio dell'8 settembre 1943 e in generale durante l'occupazione tedesca dell'Italia. È stata consulente tecnico delle Procure militari di Roma e di Napoli per indagini relative a stragi naziste, e membro del Comitato scientifico dell'Istituto nazionale Ferruccio Parri.

## Formazione professionale
Laureatasi nel 2003, con lode, presso l'Università degli Studi di Napoli Federico II, tra il 2005 e il 2008 è stata borsista della Scuola Superiore di Storia Contemporanea dell'Istituto Nazionale per la Storia del Movimento di Liberazione in Italia (INSMLI) a Milano. Tra il 2009 e il 2010 è stata titolare di un assegno per attività di tutorato e di didattica integrativa presso l'Università degli Studi di Napoli, diventando cultore in materia di storia contemporanea.
Nel 2010 ha conseguito con eccellenza il dottorato di ricerca in Storia presso lo stesso ateneo. Nel 2012 è stata titolare di un contratto di didattica presso la cattedra di Storia Contemporanea della Facoltà di Giurisprudenza dell'Università degli Studi della Campania Luigi Vanvitelli, e dal 2012 al 2014 è stata consulente tecnico delle procure militari di Napoli e Roma per le indagini relative ad alcune stragi naziste. 
Dal 2013 al 2016 ha preso parte al progetto di ricerca per un Atlante delle stragi naziste e fasciste in Italia . Dal luglio 2014 al gennaio 2015 è stata borsista dell’Associazione Nazionale Partigiani d'Italia per il progetto di ricerca Il contributo del Mezzogiorno alla Liberazione italiana (1943-1945). 
Dal 2015 è membro del Comitato Scientifico dell’Istituto Nazionale Ferruccio Parri (già INSMLI), del comitato di redazione della rivista Storia e problemi contemporanei e collabora ad alcuni programmi di Rai Storia. Dal 2016 è coordinatrice editoriale della collana di Viella editore I processi per i crimini di guerra tedeschi in Italia. Dal marzo 2017 è abilitata al ruolo di professore universitario di II fascia. È attualmente professoressa associata presso l'università telematica Universitas Mercatorum.

## Pubblicazioni
Monografie
- La Resistenza di Cefalonia, tra memoria e storia, Roma, ANRP, 2004
- Kos 1943-1948. La strage, la storia, Napoli, Edizioni Scientifiche Italiane, 2010
- Wops. I prigionieri italiani in Gran Bretagna (1941-'46), Napoli, Edizioni Scientifiche Italiane, 2012
- con Marco De Paolis, Cefalonia. Il processo, la storia, i documenti, Roma, Viella, 2017
- La prigionia alleata in Italia, 1940-1943, Roma, Viella, 2023

Saggi su rivista cartacea e online
- Gli esclusi dalla festa: il "Victory in Europe Day" dei prigionieri italiani in mani alleate, in "Meridione. Sud e Nord nel Mondo", anno XVII, num. 1, gennaio-marzo 2017;
- Archiviazione "definitiva". La sorte dei fascicoli esteri dopo il rinvenimento dell’armadio della vergogna, "Giornale di storia contemporanea", XVIII (2 n.s.), 1, 2015, pp. 5–44;
- Autoassoluzione di una nazione. Il racconto egemonico dell’Italia nella seconda guerra mondiale, "Italia contemporanea", 276, 2014 (nota a F. Focardi, Il cattivo tedesco e il bravo italiano. La rimozione delle colpe della seconda guerra mondiale, Roma-Bari, Laterza, 2013);
- Breve dizionario berlusconiano della storia del Novecento, "Novecento.org", 3, 2014;
- Prigionieri dei vincitori. L’esperienza degli italiani in Gran Bretagna (1941-1946), Appendice: i campi di prigionia in Gran Bretagna, "L’Impegno", 1, 2014, pp. 99–153;
- La memoria trascurata. La prigionia degli italiani in Gran Bretagna, "Il presente e la storia", n. 84, 2013, pp. 43–71;
- Cefalonia: dall’8 settembre al 18 ottobre, "Studi e ricerche di storia contemporanea", 80, 2013;
- Strage dei militari italiani a Kos nel 1943 da parte dei tedeschi, "Storia e futuro", n. 31, marzo 2013;
- I soldati contadini: i prigionieri di guerra italiani in Gran Bretagna, 1941-1946, in "Italia contemporanea", n. 260, 2010;
- Napoli e Cefalonia: il Mediterraneo della Resistenza, in "Resistenza-Resistoria. Bollettino dell’Istituto Campano per la Storia della Resistenza, dell’Antifascismo e dell’Età Contemporanea Vera Lombardi", terza serie, a. 2007-2008, 2009;
- L’antifascismo che non muore. Intervista a Vittorio Foa, in "Meridione. Sud e Nord nel Mondo", anno IX, num. 1, gennaio-marzo 2009;
- La Resistenza di Coo, in "Resistenza-Resistoria. Bollettino dell’Istituto Campano per la Storia della Resistenza", nuova serie, n. 3, 2005;
- Cefalonia e Napoli: all’inizio della libertà, in "Meridione. Sud e Nord nel Mondo", anno IV, num. 2-3, marzo-giugno 2004.